# Sànscrit
El sànscrit (संस्कृतम् saṃskṛtam) és un idioma indoeuropeu, la llengua dels textos clàssics de l'hinduisme. És una llengua clàssica de l'Índia i la llengua litúrgica de l'hinduisme, el budisme i el jainisme. És un dels 22 idiomes oficials de l'Índia i l'idioma oficial de l'estat d'Uttarakhand.
El sànscrit clàssic és el nivell de parla estàndard com es mostra en la gramàtica de Pāṇini, cap al segle iv aC. La seva posició en la cultura de la Gran Índia és similar a la del llatí i el grec antic a Europa i ha influït molt en la majoria de les llengües del subcontinent indi, particularment a l'Índia, al Pakistan, a Sri Lanka i al Nepal. Literalment, vol dir 'perfectament fet'. Ve de sam ('completament') i krita ('fet, obra'), que es relaciona amb l'arrel kri i està emparentat amb la paraula karma ('acció'), i amb el llatí crim ('fet discernible').
El sànscrit és utilitzat principalment com a llengua cerimonial en els rituals hindús, per als himnes i mantres. La seva forma preclàssica, el sànscrit vèdic, que és la llengua ritual de la religió vèdica, és un dels membres més antics de la família indoeuropea. El seu text més antic conegut és el Rigveda. En aquest idioma, van ser escrits tots els textos clàssics de l'hinduisme. També és el llenguatge del ioga. La majoria dels textos sànscrits que s'han conservat fins ara van ser transmesos oralment durant molts segles, fins que s'escrigueren durant el període medieval de l'Índia.
Per la seva importància religiosa, els primers gramàtics indis com Pāṇini (segles VI-V aC) l'analitzaren de manera més exhaustiva. Els lingüistes europeus, i en particular els alemanys al segle xix, trobaren similituds entre el sànscrit i les llengües europees, com per exemple el llatí, el grec antic o les llengües germàniques, i suggeriren allò que més tard es diria llengües indoeuropees, entre les quals s'inclou el català i la resta de llengües romàniques.

## Nom

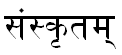
Saṃskṛtam, el nom en sànscrit

L'adjectiu verbal del sànscrit sáṃskṛta es podria traduir com a 'posar junt, construir, de forma bona o completament formada; refinada, adornada, molt elaborada'. La paraula deriva de l'arrel saṃ-skar 'posar junt, compondre, arranjar, preparar', en què saṃ significa 'junt' (en anglès, same) i (s)kar 'fer'.
El terme, en el significat genèric de 'fet preparat, completat, acabat' es troba en el Rigveda. També en el sànscrit vèdic, en què es nominalitza el neutre saṃskṛtám, i significa 'preparació, lloc preparat', i fins i tot 'clausura ritual, lloc per a un sacrifici'.
Com a terme per a 'discurs refinat o elaborat', l'adjectiu només apareix en el sànscrit èpic i clàssic, en el Manusmriti i en el Mahabharata. L'idioma referit com a saṃskṛta, 'la llengua amb cultura', té per definició sempre ser un idioma "sagrat" i "sofisticat", utilitzat per a discursos religiosos i apresos en l'antiga Índia, i contrastat amb les llengües parlades per la gent, prākṛta, 'natural, sense art, normal, ordinari'.

## Varietat
El sànscrit clàssic és el registre estàndard establert en la gramàtica de Pāṇini, envers el segle IV aC. El seu estatus en les cultures de la Gran Índia és similar al del llatí i el grec a Europa. Ha tingut una influència significativa sobre la majoria de les llengües actuals del subcontinent indi, especialment a l'Índia, al Pakistan, Sri Lanka i al Nepal.
La forma preclàssica del sànscrit es coneix com a sànscrit vèdic. La llengua del Rigveda n'és la fase més antiga i arcaica que s'ha preservat, amb un nucli dur que es remunta fins al 1500 aC. Això fa que el sànscrit del Rigveda sigui una de les formes documentades més antigues de qualsevol llengua indoirànica i un dels membres més antics documentats de les llengües indoeuropees, la família que també inclou el català i la majoria de llengües europees.

### Sànscrit vèdic

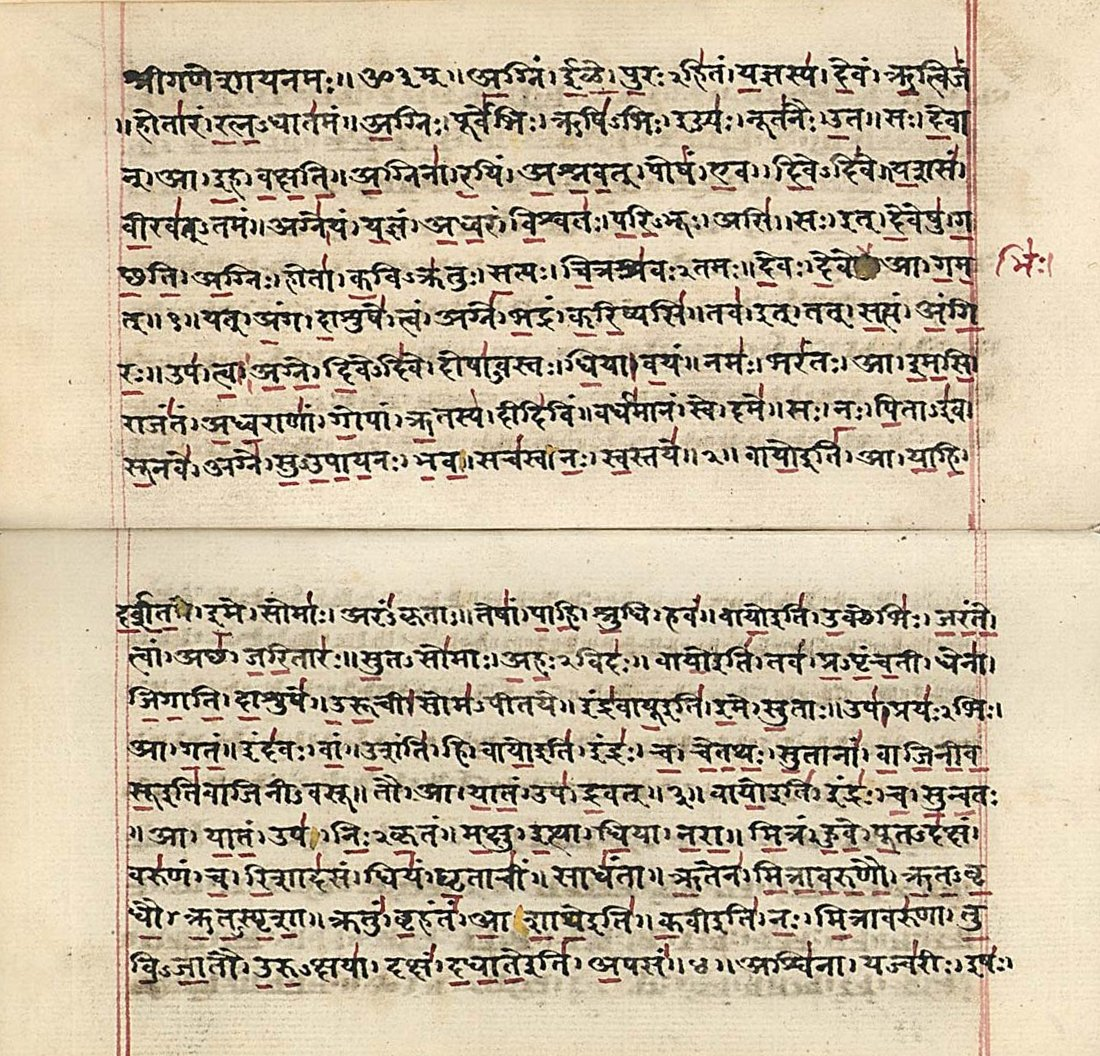
Manuscrit del Rigveda (padapatha) en devanagari (principis del)

El sànscrit, tal com el va definir Pāṇini, havia sorgit de l'antiga forma «vèdica». Els orígens del sànscrit vèdic s'han pogut datar envers el 1500–1200 aC (el rigvèdic i el superstrat indoari a Mitanni). Els estudiosos sovint distingeixen el sànscrit vèdic i el sànscrit clàssic o «paninià» com a dialectes diferents. Tot i que són bastant semblants, hi ha diferències significatives de fonologia, vocabulari, gramàtica i sintaxi. El sànscrit vèdic és la llengua dels Vedes, una gran col·lecció d'himnes, encantacions (samhita) i discussions teològiques, religioses i filosòfiques dels brahmana i upanixad. Els lingüistes d'avui en dia consideren que els himnes mètrics dels samhita vèdics són els més antics i que van ser composts per molts autors al llarg de segles de tradició oral. La fi del període vèdic és marcada per la composició de les upanixad, que formen la conclusió del corpus vèdic segons la visió tradicional. Tanmateix, els primers sutres també són de llengua i contingut vèdics. Al voltant del mil·lenni I aC, el sànscrit vèdic va iniciar la transició de primera llengua a segona llengua de religió i aprenentatge.

### Sànscrit clàssic
Durant més de 2.000 anys, hi va haver un ordre cultural que va exercir influència sobre l'Àsia meridional, l'Àsia interior, l'Àsia del Sud-est i, en certa manera, l'Àsia oriental. Una forma significativa de sànscrit postvèdic és el sànscrit de les obres èpiques hindús, el Ramayana i el Mahabharata. Generalment, es considera que les diferències entre la llengua de Panini i la de les obres èpiques són degudes a interferències dels pràcrits o «innovacions», és a dir, no es tracta de formes prepaninianes. Els estudiosos del sànscrit tradicional coneixen aquestes diferències amb el nom d'ārṣa (आर्ष), que significa 'dels rixis', el títol que portaven tradicionalment els autors d'aquestes obres. En alguns contextos, hi ha més «pracritismes» (préstecs de la llengua vulgar) que en el sànscrit clàssic pròpiament dit. El sànscrit híbrid budista és una llengua literària amb una forta influència de l'indoari mitjà, que es basa en textos budistes en pràcrit, que més tard van ser assimilats en diferent mesura a l'estàndard del sànscrit clàssic.
Segons Tiwari (1955), el sànscrit clàssic tenia quatre dialectes principals: paścimottarī (nord-occidental, septentrional o occidental), madhyadeśī (central), pūrvi (oriental) i dakṣiṇī (meridional, va sorgir en el període clàssic). Els predecessors dels tres primers dialectes, fins i tot, estan documentats en els brahmanes vèdics, del qual el primer era considerat el més pur (Kauṣītaki Brāhmaṇa, 7.6).

## Història i desenvolupament

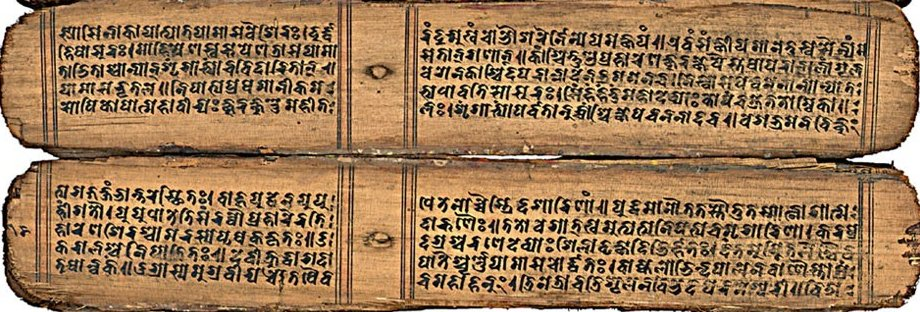
Manuscrit en idioma sànscrit: el Devi Mahatmya o Les glòries de la dea Devi, manuscrit sobre fulla de palma, amb l'antiga escriptura bhujimol (de Bihar o del Nepal,)

El sànscrit és membre de la subfamília de les llengües indoiranianes, de la família de llengües indoeuropees. Els seus parents més antics més propers són el persa antic i l'avèstic, llengües iranianes. Dins de la gran família de llengües indoeuropees, el sànscrit comparteix canvis de sons característics amb les llengües satem (particularment les llengües eslaves i bàltiques), també amb el grec.
Amb l'objectiu d'explicar les característiques comunes compartides pel sànscrit amb altres llengües indoeuropees, alguns estudiosos proposen la teoria de la hipòtesi de migració, i afirmen que els parlants originaris del que seria el sànscrit van arribar al que ara és Índia i Pakistan del nord-est, en algun moment a principis del segon mil·lenni aC. Les proves d'aquesta teoria són la relació tan propera de les llengües indoiranianes amb els idiomes bàltics i eslaus, canvis de vocabulari amb les llengües uralianes, que no són idiomes indoeuropeus, i les paraules indoeuropees per a fauna i flora.
Els texts atestats en sànscrit més antics són els texts hindús del Rigveda, que daten de cap a finals del segon mil·lenni aC. No hi ha testimonis escrits d'un període antic. Tanmateix, els savis estan segurs que la transmissió oral de texts és fiable: eren literatura cerimonial, de la qual la pronunciació es considerava crucial per a la seva eficàcia lingüística.
Des del Rigveda fins als temps de Pāṇini (segle IV aC), el desenvolupament del sànscrit es pot observar en altres texts vèdics: el Samaveda, Yajurveda, Atharvaveda, Brahmanas i Upanishads. Durant aquest temps, el prestigi de la llengua, utilitzada per a propòsits sagrats, i la importància unida a la seva enunciació correcta, van servir com a forces conservatives poderoses que resistien el procés normal de canvi lingüístic. Tanmateix, hi ha un clar desenvolupament lingüístic de cinc nivells del vèdic des del Rigveda fins al llenguatge dels Upanishads i els Suturas més antics (com el Baudhayana).
La gramàtica més antiga del sànscrit sobrevivent és l'Aṣṭādhyāyī (Gramàtica en vuit capítols) de Pāṇini. És essencialment una gramàtica perspectiva, i una autoritat que defineix el sànscrit correcte, encara que conté parts descriptives, majoritàriament per a justificar algunes formes vèdiques que havien esdevingut estranyes en temps de Pāṇini.
No es coneix amb precisió quan es van començar a parlar llengües indoeuropees al nord de l'Índia. Normalment, es pressuposa que els primers estats com la cultura d'Harappa estaven formats per pobles no indoeuropeus. Suposadament, el relat del Rigveda parla dels aris, vinguts del nord del riu Indus, que haurien estat la causa de la fi de la cultura d'Harappa. Així, en algun moment del segon mil·lenni aC, alguns pobles indoeuropeus haurien penetrat al nord de l'Índia. Els primers testimonis escrits en llengües indoeuropees estan en sànscrit vèdic, la llengua en què es van escriure els textos vèdics. Almenys a partir del començament del primer mil·lenni aC, es va escampar pel terç nord de l'Índia, en una escriptura anomenada brahmi.
El sànscrit no és exactament una llengua morta, perquè algunes desenes de milers de parlants de l'Índia declaren tenir-la com la seva llengua vehicular habitual en determinats contextos. De fet, encara avui s'ensenya a llegir i escriure a les escoles i llars per tota l'Índia, encara que sempre com a segona llengua. Alguns bramans arriben a considerar-lo com la seva llengua materna. D'acord amb informes actualitzats, està revifant com a llengua local al poble de Mattur, prop de Shimoga, a Karnataka.

## Fonètica
El sànscrit clàssic distingeix uns 36 fonemes. Malgrat tot, hi ha alguns al·lòfons i els sistemes d'escriptura del sànscrit generalment els indiquen; això fa que aquests distingeixin 48 sons diferents.
Els sons tradicionalment es llisten en l'ordre de: vocals (Ach), diftongs (Hal), anusvara i visarga, consonants oclusives (Sparśa) i consonants nasals, i finalment les consonants líquides i les consonants fricatives, escrit tot plegat en IAST com es mostra tot seguit:
a ā i ī u ū ṛ ṝ ḷ ḹ; e ai o au (IAST)
ṃ ḥ (IAST)
k kh g gh ṅ; c ch j jh ñ; ṭ ṭh ḍ ḍh ṇ; t th d dh n; p ph b bh m (IAST)
y r l v; ś ṣ s h (IAST)
Un altre sistema d'ordenament alternatiu n'és el de Shiva Sutra de Pāṇini (IAST).

### Vocals
Les vocals del sànscrit clàssic, mostrades tant amb el seu símbol de paraula d'inici com ara la marca diacrítica corresponent en la consonant exemplar प् /p/ en devanagari, la seva pronunciació i la seva transliteració convencional, són les següents:
| Devanagari | Devanagari | AFI   | IAST |
| Lletra     | Marca      | AFI   | IAST |
| ---------- | ---------- | ----- | ---- |
| अ          | प          | /ɐ~ə/ | a    |
| आ          | पा          | /ɑː/  | ā    |
| इ          | पि          | /i/   | i    |
| ई          | पी          | /iː/  | ī    |
| उ          | पु          | /u/   | u    |
| ऊ          | पू          | /uː/  | ū    |
| ऋ          | पृ          | /ɻ/   | ṛ    |
| ॠ          | पॄ          | /ɻː/  | ṝ    |
| ऌ          | पॢ          | /ɭ/   | ḷ    |
| ॡ          | पॣ          | /ɭː/  | ḹ    |
| ए          | पे          | /eː/  | e    |
| ऐ          | पै          | /əi/  | ai   |
| ओ          | पो          | /oː/  | o    |
| औ          | पौ          | /əu/  | au   |

Les vocals /e/ i /o/ segueixen com unes variants al·lofòniques dels diftongs protoindoirànics /ai/ i /au/, i estan categoritzades com a diftongs pels gramàtics sànscrits, encara que siguin, en realitat, fonèticament, dues simples vocals llargues. (Vegeu amunt.)
Notes importants:
- Hi ha alguns signes llistats en taules de l'escriptura devanagari:
  - El diacrític ं anomenat anusvāra, (IAST: ṃ). S'usa tant per a indicar la nasalització d'una vocal en la síl·laba ([◌̃] com per a representar el so d'una /n/ o /m/ sil·làbica; p. ex. पं /pəŋ/.
  - El diacrític ः anomenat visarga, representa el so /əh/ (IAST: ḥ); p. ex. पः /pəh/.
  - El diacrític ँ anomenat chandrabindu, no s'incloïa tradicionalment en els escrits en devanagari per al sànscrit, s'usa intercanviablement amb l'anusvāra per a indicar la nasalització d'una vocal; p. e. पँ /pə̃/.
- Si una consonant necessita ser escrita sola sense cap vocal que la segueixi, se li escriu el diacrític halanta/virāma a sota (प्).
- Els antics gramàtics de sànscrit classificaven el sistema vocàlic en velars, retroflexes, palatals i oclusives, més que no en centrals, anteriors i posteriors.

### Consonants
|                    |                       | Labial Ōshtya | Labial Ōshtya | Labiodental Dantōshtya | Dental Dantya | Dental Dantya | Retroflexa Mūrdhanya | Retroflexa Mūrdhanya | Palatal Tālavya | Palatal Tālavya | Velar Kanthya | Velar Kanthya | Glotal | Glotal  |
| ------------------ | --------------------- | ------------- | ------------- | ---------------------- | ------------- | ------------- | -------------------- | -------------------- | --------------- | --------------- | ------------- | ------------- | ------ | ------- |
| Oclusiva Sparśa    | No aspirada Alpaprāna | p प [p]       | b ब [b]       |                        | t त [t̪]       | d द [d̪]       | ṭ ट [ʈ]              | ḍ ड [ɖ]              | c च [c͡ç]        | j ज [ɟ͡ʝ]        | k क [k]       | g ग [ɡ]       |        |         |
| Oclusiva Sparśa    | Aspirada Mahāprāna    | ph फ [pʰ]     | bh भ [bʱ]     |                        | th थ [t̪ʰ]     | dh ध [d̪ʱ]     | ṭh ठ [ʈʰ]            | ḍh ढ [ɖʱ]            | ch छ [c͡çʰ]      | jh झ [ɟ͡ʝʱ]      | kh ख [kʰ]     | gh घ [ɡʱ]     |        |         |
| Nasal Anunāsika    | Nasal Anunāsika       | m म [m]       | m म [m]       |                        | n न [n̪]       | n न [n̪]       | ṇ ण [ɳ]              | ṇ ण [ɳ]              | ñ ञ [ɲ]         | ñ ञ [ɲ]         | ṅ ङ [ŋ]       | ṅ ङ [ŋ]       |        |         |
| Semivocal Antastha | Semivocal Antastha    |               |               | v व [ʋ]                |               |               |                      |                      | y य [j]         | y य [j]         |               |               |        |         |
| Líquida Drava      | Líquida Drava         |               |               |                        | l ल [l]       | l ल [l]       | r र [r]              | r र [r]              |                 |                 |               |               |        |         |
| Fricativa Ūshman   | Fricativa Ūshman      |               |               |                        | s स [s̪]       | s स [s̪]       | ṣ ष [ʂ]              | ṣ ष [ʂ]              | ś श [ɕ]         | ś श [ɕ]         |               |               | ḥ ः [h] | h ह [ɦ] |

## Gramàtica

### Tradició gramàtica
La tradició gramàtica del sànscrit (vyakarana, una de les sis vedangues) va començar a finals del període vèdic i culminà en l'Astadhyayi de Pāṇini, que es compon de 3.990 sutres (al voltant del segle V aC). Més o menys un segle després de Panini (cap al 400 aC), Katyayana va compondre vārtika basant-se en sutres de Panini. Patanjali, que va viure tres segles després de Pāṇini, va escriure el Mahābhāṣya, o Gran Comentari, sobre l'Astadhyayi i les vārtika. A causa d'aquests antics gramàtics del sànscrit, aquesta gramàtica és coneguda amb el nom de «Trimuni Vyakarana». Per aclarir el significat dels sutres, Jayaditya i Vamana van escriure el comentari Kasika envers el 600 aC. La gramàtica paniniana es basa en 14 Xiva sutres (aforismes). S'hi abreuja tot el matrika, o alfabet. Aquesta forma abreujada es coneix com a Pratyāhara.

### Verbs
El sànscrit té deu categories verbals que es divideixen en dos grans grups: atemàtics i temàtics. Els verbs temàtics s'anomenen d'aquesta manera perquè tenen una a (la vocal temàtica) entre l'arrel i la desinència. En general, els verbs temàtics són més regulars. Els exponents que es fan servir en la conjugació verbal inclouen prefixos, sufixos, infixos i reduplicació. Totes les arrels tenen un zero, una guna i una vrddhi. Si la vocal del zero és V, la vocal guna és considerada tradicionalment a + V, mentre que la vocal vrddhi és ā + V.
Els temps verbals (una manera prou imprecisa de referir-s'hi, ja que expressen més conceptes que simplement el temps) s'organitzen en quatre «sistemes» (així com gerundis i infinitius, o formes com ara intensius/freqüentatius, desideratius, causatius i benedictius, que deriven de formes més bàsiques), basats en les diferents formes radicals (les que deriven de les arrels verbals) que es fan servir en la conjugació. Els quatre sistemes temporals són:
- Present (present, imperfectiu, imperatiu i optatiu)
- Perfet
- Aorist
- Futur (futur i condicional)

### Substantius
El sànscrit és una llengua molt flexionada, amb tres gèneres (masculí, femení i neutre) i tres nombres (singular, plural i dual). Té vuit casos gramaticals: el nominatiu, el vocatiu, l'acusatiu, l'instrumental, el datiu, l'ablatiu, el genitiu i el locatiu.

## Parentiu indoeuropeu
El sànscrit, igual que les altres llengües indoàries, està estretament emparentat amb les llengües iràniques, i es parla així de la branca de llengües indoiràniques o indoàries. El sànscrit, en certs aspectes, es considera una llengua conservadora que reflecteix particularment bé alguns trets dels idiomes protoindoeuropeus més recents. Es pot considerar com una llengua propera a l'antecessor de les modernes llengües indoàries de l'Índia. Unes altres llengües indoàries posteriors al sànscrit són:
- Pràcrit (de l'antiga Índia)
- Hindi
- Bengalí
- Caixmiri (de Caixmir)
- Urdú
- Marathi
- Gujarati
- Assamès
- Nepalès
- Panjabi

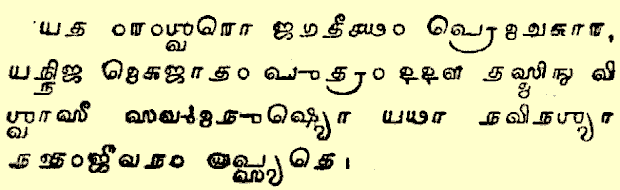
Escriptura en sànscrit

- Romaní (l'idioma parlat pels gitanos).

Durant molt de temps, es va pensar que el sànscrit era l'origen d'aquestes llengües. Però l'evidència actual ha provat que el sànscrit no és l'antecessor directe o "llengua mare" de les modernes llengües indoàries, sinó més aviat una branca paral·lela.
L'arcaisme del sànscrit, particularment de les consonants, es veu quan es compara amb altres llengües antigues com el llatí, el grec o fins i tot llengües modernes com el lituà, que retenen un bon nombre d'arcaismes. Encara que tots aquests idiomes han tingut molts canvis fonètics i gramaticals que han apartat la seva estructura de la del protoindoeuropeu clàssic, encara hi mantenen algunes similituds remarcables. Per exemple, el proverbi següent, escrit en sànscrit, en lituà modern, en grec i en llatí, mostra aquestes similituds:

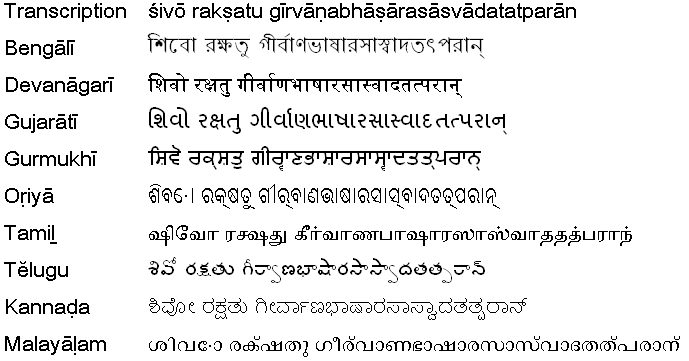
Text sànscrit escrit en diversos alfabets: «Que Siva beneeixi els qui es delecten en el llenguatge dels déus» (Kalidasa)

Sànscrit: "Devas adāt dantas, devas dāsyati dhānās."
Lituà: "Dievas davė dantis, Dievas duos duonos."
Grec: "Dseús dédōke édontas, Dseús dōsei hartoús".
Llatí: "Deus dedit dentes, Deus dabit panes."
Castellà: "Dios nos dio dientes, Dios nos dará pan".
Català: "Déu ens donà dents, Déu ens donarà pa".

### Paraules derivades
Algunes paraules derivades del sànscrit, algunes mitjançant l'àrab, estan visiblement relacionades, ja que comparteixen la seva arrel indoeuropea amb algun terme sànscrit, o per ser préstecs d'origen sànscrit al català mitjançant altres llengües:
- Escacs (préstec de l'àrab, però d'origen sànscrit: Chatur Anga, 'quatre membres').
- Càmfora, karpūrā, 'substància química'.
- Sucre (préstec de l'àrab, d'origen sànscrit sukha, 'dolç').
- Sofre (préstec de l'àrab, d'origen sànscrit śulbāri, 'enemic del coure'; sent śulbā o śulva: 'coure'; ari, ' enemic').
- Bramar (bhramaráh: 'bramar').
- Capità (kapitha: 'cap').
- Caixmir, classe de llana (kashmiri).
- Cítara, (sitar).
- Cucúlid, família d'aus (kokila).
- Cúrcuma: condiment semblant al safrà (kunkuma: 'safrà').

### Cognats visibles
En l'actualitat, encara subsisteixen paraules del català que són parents etimològics evidents de paraules del sànscrit:
- Brillant, manera de tallar el diamant (bahrií, 'que brilla').
- Calendari (del llatí Kal + enda; en sànscrit kala: temps).
- Capità (kapitha).
- Donació, donar (del llatí donare, en sànscrit dadasi, 'ell dona').
- Deïtat (llatí deítas, sànscrit Deva, 'déu').
- Dent (llatí denti; sànscrit dant, 'dent').
- Déu (llatí deus, sànscrit Deva, 'déu').
- Dreta (llatí dexter; sànscrit daksina, hàbil, dret).
- Dormir (llatí dormire; sànscrit drati).
- Júpiter (llatí Iu-piter, 'pare dels déus'; sànscrit Diaus-pitar, 'pare del cel').
- Serp (sarpe).
- Sopa (supa).

## Curiositats
En la novel·la Cent anys de solitud (1967), de Gabriel García Márquez (1927-2014), Aureliano Buendía aprèn sànscrit per comprendre el contingut dels manuscrits en què Melquíades va profetitzar un segle d'història de tota la família.
El 1998, la cantant Madonna va enregistrar un disc titulat Ray of light, fortament influït per l'hinduisme, la càbala i altres doctrines. Un dels temes del disc es titula Shanti/ashtangi, conté versos del ioga taravali, així com versos originals, cantats íntegrament en sànscrit.
En el tema musical The Child In Us de l'àlbum Le Roi Est Mort, Vive Le Roi! d'Enigma (projecte musical electrònic alemany) també se sent sànscrit.